# Oberlungwitz
Oberlungwitz  est une ville de Saxe (Allemagne), située dans l'arrondissement de Zwickau, dans le district de Chemnitz.